# Numbered Men
Numbered Men is een Amerikaanse misdaadfilm uit 1930 onder regie van Mervyn LeRoy.

## Verhaal
Mary Dane is verliefd op Bud Leonard, die onschuldig in de cel zit. Lou Rinaldo heeft hem valselijk beschuldigd, omdat hij Mary voor zichzelf wilde hebben. King Callahan, een medegevangene, schiet Leonard te hulp.

## Rolverdeling
| Acteur            | Personage         |
| ----------------- | ----------------- |
| Bernice Claire    | Mary Dane         |
| Conrad Nagel      | Duke Gray         |
| Raymond Hackett   | Bud Leonard       |
| Ralph Ince        | King Callahan     |
| Ivan Linow        | Babyface          |
| George Cooper     | Happy Forward     |
| Fred Howard       | Jimmy Martin      |
| Tully Marshall    | Lemuel Barnes     |
| Maurice Black     | Lou Rinaldo       |
| William Holden    | Opzichter Lansing |
| Blanche Friderici | Mevrouw Miller    |